# 韦瓦尔德拉尔哈拉费
韦瓦尔德拉尔哈拉费，是西班牙安达卢西亚自治区塞维利亚省的一个市镇。总面积58平方公里，总人口2257人（2001年），人口密度39人/平方公里。